# Overboost
Overboost bezeichnet eine kurzzeitige Erhöhung des Ladedrucks eines aufgeladenen Motors über den normalen Maximalwert, welcher für den Dauerbetrieb vorgesehen ist, hinaus. Der Ladedruck wird durch das Steuergerät erhöht und stellt – z. B. für Überholvorgänge oder für die Akkuaufladung bei Volllast in Hybridfahrzeugen – für eine gewisse Zeit ein höheres Drehmoment zur Verfügung.
Beim Abgasturbolader kann der Ladedruck mechanisch-pneumatisch (Wastegate-Ventil) oder elektronisch (Taktventil verändert den Öffnungsquerschnitt) geregelt werden; beim VTG-Lader wird der Überdruck durch verstellbare Leitschaufeln erzielt.
Der Overboost wird dabei manuell betätigt (vgl. Überholknopf) oder über die Gaspedalstellung („Kick-down“) angefordert. 